# 이세계 느긋한 기행 ~육아 하면서 모험가 합니다~
이세계 느긋한 기행 ~육아 하면서 모험가 합니다~(異世界ゆるり紀行 ～子育てしながら冒険者します～, A Journey Through Another World)는 미나즈키 시즈루가 글을 쓰고 야마카와가 그림을 그린 일본의 라이트 노벨 시리즈이다. 2016년 6월부터 온라인으로 처음 출판된 알파폴리스는 2017년 4월부터 15권의 시리즈를 출판했다. 미즈나 토모미가 그린 만화 각색판은 2018년 1월 알파폴리스의 만화 웹사이트를 통해 온라인 연재를 시작했으며 단행본 8권으로 수집되었다. 만화는 알파 망가를 통해 영어로 디지털 출판된다. EMT 스퀘어드가 제작한 애니메이션 TV 시리즈는 2024년 7월에 첫 방송될 예정이다.